# Supercoppa Sammarinese 2015
La Supercoppa Sammarinese 2015 è stata la 30ª edizione di tale competizione, ma la 4ª disputata con questa denominazione. Vi hanno preso parte la vincitrice del Campionato Sammarinese 2014-2015 e quella della Coppa Titano 2014-2015, e si è conclusa con la vittoria della Folgore/Falciano, al suo terzo titolo.

## Tabellino
| Fiorentino 28 ottobre 2015, ore 21:00 CEST Finale                 | Folgore   | 2 – 0 referto | Murata | Campo sportivo di Fiorentino (867 spett.) |
| \| \| \| \| \| Perrotta 9’ Graziosi 49’ (aut.) \| Marcatori \| \| |           |               |        |                                           |
|                                                                   |           |               |        |                                           |
| Perrotta 9’ Graziosi 49’ (aut.)                                   | Marcatori |               |        |                                           |